# Wasserturm Rödlinghausen
Der Wasserturm Rödlinghausen ist ein technisches Baudenkmal im ehemaligen Detmolder Ortsteil Rödlinghausen (heute Detmold-Nord) in der Region Ostwestfalen-Lippe.

## Geschichte und Architektur
Der Turm wurde im Jahr 1912 nach einem Entwurf des Stadtbaumeisters Paul Schuster (1866–1932) im Auftrag der Detmolder Stadtwerke von der Paderborner Firma Köthenburger errichtet. Die Inbetriebnahme erfolgte am 23. Dezember 1912.
Der Turmschaft besteht aus verputztem Eisenbeton, darüber befindet sich der Wasserbehälter. Dieser ist umgeben und überdacht durch eine verschieferte Holzfachwerkkonstruktion.
Der ursprüngliche Wasserbehälter hatte einen Durchmesser von 7 m bei einer Höhe von 4 m. Das Behältervolumen betrug 150 m³. 1924 wurde im rund 10 m hohen Traggerüst ein weiterer Behälter mit einem Volumen von 100 m³ installiert.
Seit dem 19. März 1986 ist der Wasserturm mit der Nummer 155 in der Liste der Baudenkmäler der Stadt Detmold eingetragen.
Der Wasserturm befindet sich immer noch im Besitz der Stadtwerke Detmold und beherbergt heute eine Druckminderer-Anlage für den Stadtteil Remmighausen.